# Siegfried Schlaaff
Siegfried Schlaaff (* 1. Januar 1929 in Hamersleben; † nach 2014) war ein deutscher Veterinärmediziner und Hochschullehrer.

## Leben und Wirken
Nach dem Schulabschluss studierte er Veterinärmedizin und promovierte 1957 an der Universität Leipzig zum Dr. med. vet. 1962 habilitierte er sich und wurde 1963 Dozent an der Humboldt-Universität zu Berlin. Nach seiner 1964 erfolgten Berufung zum Professor mit Lehrauftrag für Kleintierkrankheiten leitete er als Direktor bis zu seiner Emeritierung an der Medizinischen Tierklinik der Humboldt-Universität die Kleintierabteilung (Poliklinik für kleine Haustiere).
Er war Mitglied der Wissenschaftlichen Gesellschaft für Veterinärmedizin der DDR und auf Kleintierkrankheiten und Röntgenologie spezialisiert. Bekannt wurde er vor allem durch sein in Ost (Jena) und West (Stuttgart) erschienenes mehrteiliges Lehrbuch der speziellen Veterinärchirurgie.

## Schriften (Auswahl)
- Über die durch potenzierte Narkose mit Propaphenin und Kap-Spasmonal beim Hund hervorgerufene Beeinflussung des Blutzuckerspiegels, gemessen mit dem Pulfrich-Photometer. Leipzig 1957.
- Verschiedene Kontrastdarstellungen in der Röntgenologie und ihre Anwendung beim Hund. Leipzig 1962.
- Lehrbuch der speziellen Veterinärchirurgie. Jena 1968.
- Lehrbuch der speziellen Veterinärchirurgie. Stuttgart 1968.